# Raoul Villetard de Laguérie
Raoul Charles Villetard de Laguérie (Auxerre, 27 août 1858-Paris, 2 novembre 1913), est un journaliste français.

## Biographie
Licencié ès lettres (1886), il devient professeur agrégé d'histoire en 1888 et enseigne au lycée d'Auxerre puis au lycée Sainte-Barbe à Paris. En 1894, le ministère de l'Instruction publique le charge de se rendre en Corée pour une mission scientifique. Il est alors nommé officier de l'Instruction publique. 
Journaliste au Temps et correspondant de L'Illustration, la rédaction du Temps l'envoie en 1894 au Japon pour couvrir la guerre sino-japonaise. Il visite alors Yedo dont il étudie les habitants et leurs mœurs puis débarque à Tchémoulpo le 3 mars 1895 et gagne Séoul. 
En août 1900, il rejoint les champs de bataille de la Chine du nord. Il observe ainsi l'entreprise de reconstruction de Tien-Tsin après les bombardements et les incendies alors que Pékin ne se relève pas. Il dresse ainsi un portrait de la capitale dévastée.

## Œuvres
- « Une Visite à Hakodate », À travers le monde, 1896, p. 385-388 (Lire en ligne).
- « La Colonisation japonaise de Yeso », À travers le monde, 1896, p. 397-399 (Lire en ligne).
- La Corée indépendante, russe ou japonaise. Ouvrage contenant cinquante illustrations d'apres des photographies, Paris, Hachette, 1898, VIII-304-8 p. (Lire en ligne).
- « Pékin au lendemain de la délivrance des légations », Le Tour du monde, vol. II, 1901, p. 469-480.
- « Tien-Tsin après la défaite des Boxers », Le Tour du monde, vol. II, 1901, p. 481-492.
- La Corée et la guerre russo-japonaise, Paris, Ch. Delagrave, 1904, 174 p. (Lire en ligne).
- Trois mois avec le maréchal Oyama, les causes de la victoire, Paris, Hachette, 1905, XII-336 p. (Lire en ligne).
- Contes d'Extrême-Orient : Le vieillard qui fait fleurir les arbres morts, Le pont des oiseaux, Le diable aux trois mille yeux, Paris, Librairie d'éducation nationale, coll. « Bibliothèque d'éducation récréative », 1908 ; illustré par Ferdinand Raffin.